# Nolina elegans
Nolina elegans ist eine Pflanzenart der Gattung Nolina in der Familie der Spargelgewächse (Asparagaceae). Ein englischer Trivialname ist „Beargrass“.

## Beschreibung
Nolina elegans wächst stammlos und ist rhizomatös. Die steifen, gelbfarbenen Laubblätter sind 50 bis 60 cm lang und 9 bis 12 mm breit. Die Blattränder sind gezähnt.
Der verzweigte Blütenstand wird 1 bis 3 m lang. Die in der Reife holzigen Kapselfrüchte sind 7 bis 10 mm im Durchmesser. Die kugelförmigen Samen sind 3 bis 4 mm im Durchmesser.

## Verbreitung und Systematik
Nolina elegans ist in Mexiko den Bundesstaaten Chihuahua, Zacatecas und Durango verbreitet.
Nolina elegans ist Mitglied der Sektion Microcarpae. Sie ist derzeit kaum bekannt. Weitere Untersuchungen sind notwendig, um ihren Status zu klären.
Die Erstbeschreibung erfolgte 1906 durch Joseph Nelson Rose.

## Nachweise